# Tatort: Kressin und die Frau des Malers
Kressin und die Frau des Malers ist ein deutscher Fernsehfilm und wurde vom WDR produziert. Es ist der 18. Film der Tatort-Reihe und die 4. Episode mit Zolloberinspektor Kressin als Hauptdarsteller. Er wurde erstmals am 28. Mai 1972 im Deutschen Fernsehen ausgestrahlt. Das Drehbuch stammt von Pim de la Parra, der auch Regie führte.

## Handlung
Drei Kunsträuber dringen am helllichten Tag als Besucher getarnt in eine Gemäldegalerie ein. Während einer den Wachbeamten außer Gefecht setzt, schneiden die beiden anderen, von anderen Besuchern unbemerkt, mit einem Cuttermesser Bilder aus ihren Rahmen. Als schließlich Alarm ausgelöst wird, flüchten die Täter.
Zolloberinspektor Kressin vergnügt sich derweil auf einer Party und findet Gefallen an einer hübschen Blondine – Anna, der Frau  des Kunstmalers Fred Markwitz. Als er sich eines seiner Bilder näher ansieht, kann er nicht viel Gefallen daran finden. Er behält lieber die Frau des Malers im Auge und spricht sie an, doch sie ist sehr kühl und distanziert. Max, ein Freund ihres Mannes, erscheint, und beide verlassen die Party. Kressin flirtet zum Trost mit Rita, einer Bewunderin von Markwitz und seiner Kunst und lädt sich kurzerhand bei ihr zur Übernachtung ein.
Am nächsten Morgen wird Kressin vom Zollrat, seinem Vorgesetzten, zum Flughafen geschickt. Dort ist eine Lieferung Schaufensterpuppen nach Amsterdam, in denen antike Madonnen versteckt sind, entdeckt worden. Kressin wartet nicht, bis die Kriminalpolizei erscheint, sondern begibt sich gleich zu der Firma, die die Lieferung aufgegeben hat. Als Kressin den Firmenchef Jan Morton mit den vorgefundenen Madonnen konfrontiert, flüchtet dieser aus dem Büro und schließt die Tür hinter sich zu. Da das Telefon im Büro nicht funktioniert, tröstet sich Kressin mit Mortons netter Sekretärin Eva, bis Kommissar Wagner erscheint.
Wieder auf neuem Raubzug, werden die Kunsträuber bei einem Kirchendiebstahl ertappt, können jedoch entkommen und überfahren auf der Flucht einen Polizisten. Sie äußern Morton gegenüber Zweifel an ihrem Schaffen und wollen aussteigen. Morton ist darüber nicht erbaut und droht ihnen. Als sie flüchten, erschießt Max, der als dritter Mann zu den Dieben gehört, die zwei, setzt sie in ihren Wagen und zündet ihn an.
Kressin liegt noch im Bett bei Eva, als Kommissar Wagner anruft und ihm mitteilt, dass zwei der Kirchenräuber tot aufgefunden wurden. Sie verdächtigen Morton dahinterzustecken, haben aber keine heiße Spur. In der Hoffnung, in Amsterdam weiterzukommen, befragt Kressin Eva nach Mortons dortigen Kontakten.
Die Sichtung von Mortons Geschäftsunterlagen ergibt, dass auch moderne Kunst, unter anderem Bilder von Markwitz, verschickt wurde. Kressin sucht daher Fred Markwitz auf, wird jedoch von Anna abgewimmelt. Er fährt zum Schein wieder weg, kommt aber zurück und dringt unbemerkt in das alte Gehöft ein. Er beobachtet einen Streit zwischen Markwitz und Max, für den Markwitz die geraubten Bilder übermalt, die so getarnt geschmuggelt werden. Kressin kann Max überwältigen und bringt Markwitz zu einem Geständnis. Die Polizei erscheint, nimmt Max fest und bringt den Maler und seine Frau zur Vernehmung aufs Präsidium.
Da von bisher 28 gestohlenen Bildern nur eines bei Markwitz sichergestellt werden konnte, kann Kressin den Zollrat überzeugen, ihn auf Dienstreise nach Amsterdam zu schicken, um dort die restlichen Bilder aufzuspüren und die Hintermänner Mortons zu finden. In der Hoffnung, dass Eva die Galerie wiederfindet, die sie mit Morton einmal aufgesucht hat, nimmt er sie mit. Auf dem Flughafen wird er von Peter, einem Kollegen der niederländischen Kriminalpolizei, erwartet.
Schließlich finden Kressin und Eva die betreffende Galerie. Als sie eintreten, verabschiedet sich gerade ein wohlhabender Herr, den Eva erkennt. Er wird an seinem Wagen von Anna begrüßt, und sie fahren gemeinsam weg. Der Galeriebesitzer gibt Hinweise auf Stelldom, einen leidenschaftlichen Sammler und Besitzer vieler alter Gemälde. Kressin beobachtet daraufhin dessen Haus und sieht ihn im Gespräch mit Morton. Als auch Anna erscheint, gehen die drei in einen geheimen Raum, in dem die von Mortons Leuten gestohlenen Bilder hängen. Morton droht Stelldom, weil er mehr Geld von ihm will und beschädigt zum Zeichen, dass er es ernst meint, eines der Bilder. Stelldom stellt einen Scheck über 100.000 Gulden aus, den jedoch Anna kurzentschlossen an sich nimmt. Sie bedroht Morton mit einer Pistole und als er sich zur Wehr setzen will, drückt sie ab. In diesem Moment erscheint Kressin, der sich inzwischen ins Haus geschlichen hat. Anna flieht nach draußen, wo Sievers im Rolls-Royce gerade abfährt. Auch die Polizei trifft ein und nimmt Anna fest.
Beim Abschied am Flughafen übergibt Peter Kressin eine Liste der gestohlenen Bilder, die bei Stelldom gefunden wurden, jedoch allesamt Fälschungen sind. Kressin ahnt, dass Markwitz seine Hände im Spiel hat. Wieder in Köln stellt er ihn zur Rede und Markwitz gibt – stolz darauf, einmal schlauer gewesen zu sein als Anna, Max und Morton – ohne Umschweife alles zu.

## Hintergrund
Bei der Erstausstrahlung erreichte der Film eine Zuschauerbeteiligung von 55,00 %.
Der immer noch flüchtige Sievers, gespielt von Ivan Desny, ist auch in dieser Episode, wenn auch nur in einer winzigen Sequenz, zu sehen. Ähnlich kurz erscheint in einem Gastauftritt Tatort-Kommissar Konrad aus Frankfurt.

## Musik
Die Filmmusik stammt von Klaus Doldinger, der auch die Tatort-Titelmelodie komponierte.

## Trivia
In der Nacht vom 30. auf den 31. Juli 2019 lief diese Folge im WDR Fernsehen in erstaunlich guter Qualität; im Abspann kam folgender Hinweis: „Dieser Tatort wurde in der Abteilung Dokumentation und Archive des WDR mit Hilfe der Original-Kameranegative rekonstruiert“.